# الیزابت پرسون
الیزابت پرسون (انگلیسی: Elisabeth Persson؛ زادهٔ ۲۱ january ۱۹۶۴ (۶۱ سال)) ورزشکار کرلینگ اهل سوئد است.